# TAKURANKE
株式會社TAKURANKE（日语：株式会社たくらんけ）是一家位於日本東京都杉並區，專門承包動畫的作畫作業為主要從事內容的日本動畫工作室。成立於1987年。

## 概要、沿革
株式會社TAKURANKE的前身為「有限公司STUDIO TAKURANKE（有限会社スタジオたくらんけ）」。1987年9月，由日昇動畫的製作一職出身的近藤康彦、山田浩之等人，以向總承包商承包動畫的原畫、作畫分鏡作業為主要內容，在東京都杉並區上井草正式成立。成立之後還是會派部分的工作人員前往參與動畫製作的演出一職。
2014年2月6日，登記成為股份有限公司之際改為現在的名稱，同時將總部搬遷至東京都練馬區石神井町。
「TAKURANKE（たくらんけ）」源自於日語「傻瓜（馬鹿者）」「無賴、惡童（悪ガキ）」的北海道方言念法。

## 主要客戶

### 動畫部分
- OLM
- 日昇動畫
- 吉卜力工作室
- STUDIO DEEN
- 東京KIDS（日语：東京キッズ）（現已解散）

- 東京電影
- Studio Pierrot
- Production I.G
- MADHOUSE
- 夢太公司

### 遊戲部分
- Hudson

## 主要参與作品
※粗體字表示合作至今的作品。

### 電視動畫
日昇動畫
- 機甲戰記威龍（1987年－1989年）
- 城市獵人系列
  - 城市獵人2（1988年）
  - 城市獵人3（1989年）
  - 城市獵人'91（1991年）
- 魔動王（1989年－1990年）
- 機動戰士V鋼彈（1993年－1994年）
- 熱血最強（1993年－1994年）
- 機動武鬥傳G鋼彈（1994年－1995年）
- 聖天空戰記（1996年）
- 勇者王（1997年－1998年）
- 星際牛仔（1998年）
- 機動神腦（1998年）
- 餓沙羅鬼（1998年－1999年）
- The Big O（1999年／2003年）
- ∀鋼彈（1999年）
- 沉默的未知（2000年－2001年）
- 犬夜叉（2000年－2004年）
- 帝皇戰紀（2002年－2003年）
- 惑星奇航（2003年－2004年）
- Keroro軍曹（2004年－2013年）
- 機動戰士鋼彈SEED DESTINY（2004年－2005年）
- 結界師（2006年－2007年）
- ZEGAPAIN（2006年）
- 銀魂（2006年－）
- Code Geass反叛的魯路修R2（2008年）
- 穿越宇宙的少女（2009年）
- 加速世界（2012年）
- 窮神（2012年）
- 革命機Valvrave（2012年－2013年）
- 鋼彈創戰者（2013年－2014年）
- 鋼彈G之復國運動（2014年－2015年）

Production I.G
- 碧奇魂（1994年）[1]
- 攻殻機動隊 S.A.C. 2nd GIG（2004年－2005年）
- BLOOD+（2005年－2006年）
- ×××HOLiC（2006年）
- 新勇者萊汀（日语：REIDEEN）（2007年）
- RD 潛腦調查室（2008年）
- 東之伊甸（2009年）
- 罪惡王冠（2011年－2012年）[2]

OLM
- 神奇寶貝系列
  - 神奇寶貝（1997年－2002年）
  - 神奇寶貝超世代（2002年－2006年）
  - 神奇寶貝鑽石&珍珠（2006年－2010年）
  - 神奇寶貝超級願望系列
    - 神奇寶貝超級願望（2011年－2012年）
    - 神奇寶貝超級願望 第2季（2012年）
    - 神奇寶貝超級願望 第2季 Episode N（2013年）
    - 杰可羅拉冒險（2013年）

  - 神奇寶貝XY（2013年－2015年）
  - 神奇寶貝XY&Z（2015年－）

BONES
- ANGELIC LAYER 天使領域（2001年）
- 鋼之鍊金術師（2003年－2004年）
- 絢爛舞踏祭（2004年）
- 交響詩篇艾蕾卡7（2005年－2006年）
- 獸王星（2006年）
- 櫻蘭高校男公關部（2006年）
- 天保異聞 妖奇士（2006年－2007年）
- THE SKULL MAN（2007年）
- HEROMAN（2010年）
- 流浪神差（2014年）
- 我的英雄學院（2016年－2017年）

STUDIO DEEN
- 極速悍將（日语：F (漫画)）（1988年－1989年）
- Fate/stay night（2006年）
- Dragon Crisis!（2011年）

Studio Pierrot
- 江戸っ子ボーイ がってん太助（日语：江戸っ子ボーイ がってん太助）（1990年－1991年）
- 幽☆遊☆白書（1992年－1995年）
- 夢幻遊戲（1995年－1996年）
- 學校怪談（2000年－2001年）

XEBEC
- 純情房東俏房客（2000年）
- 通靈王（2001年－2002年）
- 洛克人EXE（2002年－2003年）

SATELIGHT
- Heat Guy-J（日语：ヒートガイジェイ）（2002年－2003年）
- 到另一個你的身邊去（2005年－2006年）

A-1 Pictures
- 世紀末超自然學院（2010年）
- 刀劍神域（2012年）
- 超速變形螺旋傑特（2012年－2013年）

其它
- 星戰英豪（日语：赤い光弾ジリオン）（總承包商：龍之子製作公司，1987年）
- 蠟筆小新（總承包商：SHIN-EI動畫，1992年－）
- 袖珍女侍小梅（總承包商：TNK，2000年）
- 神魂合體（總承包商：OLM、AIC→AIC，2003年－2004年）
- 音速小子X（總承包商：東京電影，2003年－2004年）
- 鐵人28號 (2004年版動畫)（總承包商：PALM（日语：パルム (アニメ制作会社)），2004年）
- 索斯機械獸IV（總承包商：東京KIDS（日语：東京キッズ），2004年－2005年）
- 電腦線圈（總承包商：MADHOUSE，2007年）
- WHITE ALBUM（總承包商：Seven Arcs，2009年）
- Aikatsu！偶像活動！（總承包商：日昇動畫→BANDAI NAMCO Pictures，2012年－）
- 進擊的巨人（總承包商：WIT STUDIO，2013年）
- 惡之華（總承包商：ZEXCS，2013年）
- KILL la KILL（總承包商：TRIGGER，2013年－2014年）
- 天體運行式（總承包商：3Hz，2014年）

### OVA
日昇動畫
- 宇宙戰士（1988年）
- 機甲獵兵（日语：機甲猟兵メロウリンク）（1988年）
- 機動戰士鋼彈0083：Stardust Memory（1991年）
- 機動戰士鋼彈 第08MS小隊（1996年－1999年）
- 新機動戰記鋼彈W Endless Waltz（1997年）
- 機動戰士鋼彈UC（2010年－2014年）

Studio Fantasia
- EXPER ZENON（日语：EXPER ZENON）（1991年）
- 海底嬌娃藍華（1997年－1999年）

安利美特
- 亞爾斯蘭戰記（1991年－1993年）
- 萬能文化貓娘（1992年）
- Plastic Little（日语：プラスチックリトル）（1994年）
- 聖羅VICTORY（1995年）

MADHOUSE
- THE COCKPIT（1993年）
- 駭客任務立體動畫特集（2003年）[3]
- BLACK LAGOON: Roberta's Blood Trail（2010年）

Chaos Project
- Variable Geo（日语：ヴァリアブル・ジオ）（1996年）
- 魍魎游擊隊（1998年）
- （1999年）
- 夫妻成長日記（2002年）

其他
- D-1 DEVASTATOR（日语：D-1 DEVASTATOR）（總承包商：Takara，1991年－1992年）
- 機械巨神 地球靜止之日（總承包商：萬代影視、Amuse Video，1992年－1998年）
- 偶像防衛隊（總承包商：葦Production (今PRODUCTION REED)，1993年）
- 非常偶像Key（總承包商：Studio Pierrot，1994年）
- 新·甜心戰士（總承包商：東映動畫，1994年－1995年）
- 宇宙騎士BLADE II（總承包商：龍之子製作公司，1994年－1995年）
- 魔法使いTai！（日语：魔法使いTai!）（總承包商：TRIANGLE STAFF，1996年）
- 青之6號（總承包商：GONZO，1998年－2000年）
- 超時空要塞Zero（總承包商：SATELIGHT，2002年）
- 西部曠野天使（總承包商：OLM，2003年）
- DEAD LEAVES（日语：DEAD LEAVES）（總承包商：Production I.G，2004年）
- 出包王女（總承包商：XEBEC，2009年）
- 小魔女學園（總承包商：TRIGGER，2013年）

動畫製作公司不明
- The Samurai（日语：ザ・サムライ）（1987年）
- 巴歐來訪者（1991年）
- 奇兵大冒險（1989年）
- Dragon Half（日语：ドラゴンハーフ）（1993年）
- 機神兵團（日语：機神兵団）（1993年－1994年）

### 電影動畫
吉卜力工作室
- 紅豬（1992年）
- 心之谷（1995年）
- 魔法公主（1997年）
- 隔壁的山田君（1999年）
- 神隱少女（2001年）
- 霍爾的移動城堡（2004年）
- 地海戰記（2006年）
- 借物少女艾莉緹（2010年）
- 風起（2013年）
- 輝耀姬物語（2013年）

TMS Entertainment
- 麵包超人：打倒幽靈船（1995年）
- 魯邦三世：去死吧！諾斯特拉達穆斯（日语：ルパン三世 くたばれ!ノストラダムス）（1995年）

Production I.G
- 新世紀福音戰士劇場版：Air/真心為你（共同製作：GAINAX，1997年）
- 劇場版 秋葉原電腦組：2011年的暑假（1999年）
- BLOOD THE LAST VAMPIRE（1999年）
- 人狼 JIN-ROH（2000年）
- 空中殺手（2008年）
- 喬凡尼的島（日语：ジョバンニの島）（2014年）

OLM
- 劇場版 神奇寶貝系列
  - 劇場版 神奇寶貝：夢幻之神奇寶貝 洛奇亞爆誕（1999年）
    - 皮卡丘的探險隊（1999年）

  - 劇場版 神奇寶貝：結晶塔的帝王（2000年）
  - 劇場版 神奇寶貝：夢幻與波導的勇者 路卡利歐（2005年）
  - 劇場版 神奇寶貝：神奇寶貝保育家與蒼海的王子 瑪納霏（2006年）
  - 劇場版 神奇寶貝：決戰時空之塔 帝牙盧卡VS帕路奇犽VS達克萊伊（2007年）
- 劇場版 動物之森（2006年）

MADHOUSE
- 千年女優（2002年）
- 超時空甩尾（2009年）
- 劇場版 HUNTER×HUNTER 緋色之幻影（2013年）
- 劇場版 HUNTER×HUNTER -The LAST MISSION-（2013年）

日昇動畫
- 蒸汽男孩（2004年）
- 劇場版 機動戰士Z鋼彈：A New Translation -星之繼承者-（2005年）
- 劇場版 怪傑佐羅利：神秘寶藏大作戰（共同製作：亞細亞堂，2006年）

SHIN-EI動畫
- 劇場版 哆啦A夢系列
  - 哆啦A夢：大雄的貓狗時空傳（2004年）
  - 哆啦A夢：新·大雄的恐龍（2006年）
  - 哆啦A夢：新·大雄的魔界大冒險 ～7人魔法使～（2007年）
- 劇場版 蠟筆小新系列
  - 蠟筆小新：3分鐘百變大進擊（2005年）
  - 蠟筆小新：Amigo！森巴入侵計畫（2006年）
  - 蠟筆小新：小白的屁屁炸彈（2007年）
  - 蠟筆小新：超級美味！B級美食大逃亡!!（2013年）
  - 蠟筆小新：爆睡！夢世界大作戰（2016年）

Khara
- 福音戰士新劇場版：序（2007年）
- 福音戰士新劇場版：破（2009年）
- 福音戰士新劇場版：Q（2012年）

其它
- 五星物語（總承包商：角川書店，1989年）
- 轟天高校生（總承包商：STUDIO 4℃，1998年）
- 劇場版 幸運女神（總承包商：AIC，2000年）
- 帕盧姆之樹（總承包商：Palm Studio（日语：パルム (アニメ制作会社)），2002年）
- 洛克人EXE：光與黑暗的遺產（日语：ロックマンエグゼ 光と闇の遺産）（總承包商：XEBEC，2005年）
- 勇者物語（總承包商：GONZO，2006年）
- 瑪麗與魔女之花（總承包商：Studio Ponoc，2017年）

### 網路動畫
SHIN-EI動畫
- 蠟筆小新外傳 外星人vs.新之助（日语：クレヨンしんちゃん外伝 エイリアン vs. しんのすけ）（2016年）
- 蠟筆小新外傳 玩具大戰（日语：クレヨンしんちゃん外伝 おもちゃウォーズ）（2016年）

### 遊戲
- 寶魔獵人萊姆（日语：宝魔ハンターライム）（動畫製作[1]，1993年）
- 命運傳奇（1997年）
- BLOODY ROAR（日语：ブラッディロア）（1997年）
- 胸予感 Game-Taste（1999年）
- 波波羅古洛伊斯物語II（2000年）
- 命運傳奇2（2002年）
- 桃太郎電鐵系列
  - 桃太郎電鐵11（日语：桃太郎電鉄11 ブラックボンビー出現!の巻）（2002年）
  - 桃太郎電鐵12（日语：桃太郎電鉄12 西日本編もありまっせー!）（2003年）
  - 桃太郎電鐵USA（日语：桃太郎電鉄USA）（2004年）
  - 桃太郎電鐵15（日语：桃太郎電鉄15 五大ボンビー登場!の巻）（2005年）
- 光明之淚（2004年）
- Reversible（日语：Reversible (ゲーム)）（動畫製作[4]，2007年）

## 相關人物
- 山田浩之
- 赤井俊文
- 新城真
- 伊藤邦彥
- 菅野宏紀
- 久壽米木信彌
- 小池智史

- 田中良
- 常木志伸
- 夏目久仁彥
- 藤田榮（日语：藤田しげる）
- 箕輪豐（日语：箕輪豊）
- 渡邊徹（日语：渡辺とおる）

## 腳註
1. 1 2  與葦PRODUCTION共同製作。
2. ↑  由I.G 6課總製作的動畫。
3. ↑  與STUDIO 4℃共同承包動畫製作。
4. ↑  共同製作。

## 相關項目
- 日本動畫工作室列表

## 外部連結
- STUDIO TAKURANKE（舊版）公式官網（页面存档备份，存于） （日語）（2013年8月11日的檔案館）
- 株式會社STUDIO TAKURANKE公式官網（页面存档备份，存于） （日語）